# Armisticio de Mudania
El Armisticio de Mudanya (en Turco: Mudanya Mütarekesi) fue un acuerdo entre Turquía (Asamblea Nacional de Turquía) por una parte, e Italia, Francia y Gran Bretaña por otra, firmado en la ciudad de Mudania, en la provincia de Bursa, el 11 de octubre de 1922. El Reino de Grecia se adhirió al armisticio el 14 de octubre de 1922.

## Contexto
En virtud del Armisticio de Mudros, que puso fin a la Primera Guerra Mundial en el Imperio Otomano, se permitió a las potencias aliadas ocupar los fuertes del Estrecho en los Dardanelos y el Bósforo. Posteriormente, también ocuparon Constantinopla y decidieron dividir el Imperio Otomano. Los nacionalistas turcos se opusieron a ello en forma de Gran Asamblea Nacional.  Tras lograr victorias sobre las potencias ocupantes en Anatolia, las fuerzas turcas avanzaban sobre la zona neutral del Estrecho.
El 5 de septiembre de 1922, Mustafa Kemal Atatürk afirmó la reivindicación turca de Tracia Oriental (Trakya). El 15 de septiembre, el gabinete británico decidió que las fuerzas británicas debían mantener su posición y lanzó un ultimátum.
El 19 de septiembre, Gran Bretaña decidió negar Constantinopla y Tracia a los nacionalistas turcos, pero Francia, el Reino de los Serbios, Croatas y Eslovenos, Italia y los dominios británicos se opusieron a otra guerra. El primer ministro francés Raymond Poincaré intentó persuadir a los turcos para que respetaran la zona neutral. Los aliados pidieron una conferencia de paz el 23 de septiembre, a la que Mustafá Kemal accedió el 29 de septiembre, designando a Mudania como sede. Mientras tanto, el gabinete británico decidió abandonar Tracia Oriental a los turcos.
El 3 de octubre se convocaron conversaciones que condujeron a la firma del Armisticio de Mudanya el 11 de octubre, al que los griegos se adhirieron días después.

## Términos
Abandono de las tropas aliadas estacionadas en Tracia Oriental hasta el río Maritsa (río Meriç) y Adrianópolis (Edirne) en 15 días.
- El poder civil se convertiría en turco 30 días después de la salida de las tropas griegas.
- No más de 8.000 gendarmes turcos debían estar en Tracia Oriental hasta que se completara un tratado de paz.[3]

El acuerdo final entre las partes se elaboró en la Conferencia de Lausana del 21 de noviembre de 1922 al 24 de febrero de 1923 y del 23 de abril al 24 de julio de 1923, dando lugar al Tratado de Lausana.
Las tropas aliadas continuaron ocupando la zona neutral hasta que se retiraron en virtud de los términos del tratado.
Las tropas griegas abandonarían las islas de Imbros y Ténedos en septiembre de 1923.